# Idaea monadaria
Idaea monadaria là một loài bướm đêm trong họ Geometridae.